# Мађарска на Летњим олимпијским играма 1952.
На Летње олимпијске игре 1952. одржане у Хелсинкију Финска, Мађарска је послала 189 спортиста, од тога 162 мушка такмичара и 27 женских такмичарки. Ови спортисти су представљали Мађарску у 15 различитих спортова. На свечаном отварању носилац заставе је био Имре Немет. 
На овим олимпијским играма се родила чувена мађарска Лака коњица, фудбалска репрезентација која је харала европским фудбалским теренима током прве половине педесетих година прошлог века.

## Резултати по спортским гранама
На овој олимпијади су мађарски спортисти су успели да освоје 269 олимпијских поена у дванаест различитих спортова што је било 70 поена више него на претходној олимпијади.
| Спортска грана | Позиција | Позиција | Позиција | Позиција | Позиција | Позиција | Олимпијски поени |
| Спортска грана | 1.       | 2.       | 3.       | 4.       | 5.       | 6.       | Олимпијски поени |
| Пливање        | 4        | 2        | 1        | 1        | 2        | 1        | 50               |
| Гимнастика     | 2        | 1        | 5        | 2        | 0        | 3        | 48               |
| Мачевање       | 2        | 2        | 2        | 0        | 2        | 0        | 36               |
| Рвање          | 2        | 1        | 1        | 3        | 0        | 1        | 33               |
| Атлетика       | 1        | 0        | 4        | 0        | 1        | 0        | 25               |
| Кајак и кану   | 0        | 2        | 1        | 0        | 1        | 1        | 17               |
| Пентатлон      | 1        | 1        | 1        | 0        | 0        | 0        | 16               |
| Стрељаштво     | 1        | 1        | 1        | 0        | 0        | 0        | 16               |
| Бокс           | 1        | 0        | 0        | 0        | 2        | 0        | 11               |
| Фудбал         | 1        | 0        | 0        | 0        | 0        | 0        | 7                |
| Ватерполо      | 1        | 0        | 0        | 0        | 0        | 0        | 7                |
| Бициклизам     | 0        | 0        | 0        | 0        | 1        | 1        | 3                |
|                |          |          |          |          |          |          |                  |
| Укупно         | 16       | 10       | 16       | 6        | 9        | 7        | 269              |

### Освојене медаље на ЛОИ
| Освајачи олимпијских медаља за Мађарску на ЛОИ 1952. | |        |
| Медаља                                               | Освајач медаље | Укупно |
| Злато                                                | Маргит Коронди, Агнеш Келети, Јожеф Чермак, Ласло Пап, Имре Ходош, Пенталтон (екипно), Миклош Силваши, Карољ Такач, Каталин Секе, Ева Секељ, Мачевање (екипно), Пал Ковач, 4× 100m, штафета, Валериа Ђенђе, Ватерполо репрезентација Фудбалска репрезентација | 16     |
| Сребро                                               | Ева Новак 2х, Аладар Геревич, Илона Елек, Гимнастика (екипно), Имре Пољак, Габор Бенедек, Силард Кун, Јанош Парти и Габор Новак | 10     |
| Бронза                                               | 4× 100m, штафета, Антал Рока, Еден Фелдеши, Имре Немет, Кајак, двојац, Мачевање, (екипно), Тибор Берцели, Маргит Коронди 3х, Агнеш Келети, Јудит Темеш, Ђерђ Гурич, Гимнастика (екипно) Иштван Сонди, Амбруш Балог                                            | 16     |
| Укупно                                               | | 42     |